# Mitsubishi Electric
Công ty TNHH Mitsubishi (三菱電機株式会社 Mitsubishi-denki-kabushiki-gaisha) là một một công ty sản xuất thiết bị điện tử đa quốc gia của Nhật Bản có trụ sở tại Tokyo, Nhật Bản. Công ty này là một trong các công ty chính của Mitsubishi.
Mitsubishi Electric sản xuất thiết bị điện và kiến trúc, và là nhà sản xuất lớn trên toàn thế giới về tấm lợp điện mặt trời. Công ty được thành lập vào ngày 15 tháng 1 năm 1921.
Tại Hoa Kỳ, sản phẩm được sản xuất và bán bởi Mitsubishi Electric United States với trụ sở chính tại Cypress, California.